# 新府站
新府站（日语：／ Shimpu eki */?）是東日本旅客鐵道（JR東日本）中央本線的鐵路車站，位於日本山梨縣韮崎市中田町中條。

## 歷史
- 1945年（昭和20年）6月10日：開業，為運輸通信省的一個車站，名稱為新府信號場。
- 1949年（昭和24年）6月1日：成為日本國有鐵道的一個車站。
- 1972年（昭和47年）9月10日：更名為現在名稱。
- 1987年（昭和62年）4月1日：國鐵分割民營化，成為東日本旅客鐵道的一個車站。
- 2014年（平成26年）4月1日：本站被编入東京近郊區間，可以使用Suica。

## 車站構造
側式月台2面2線的地面車站。

### 月台配置
| 月台 | 路線     | 方向 | 目的地                 |
| ---- | -------- | ---- | ---------------------- |
| 西側 | 中央本線 | 下行 | 小淵澤、松本方向       |
| 東側 | 中央本線 | 上行 | 甲府、八王子、新宿方向 |

（來源：JR東日本:車站構內圖 （页面存档备份，存于））

## 利用狀況
1日平均人次根據「山梨縣統計年鑑」的數值除以1年日數算出。
| 上車人次推移       | 上車人次推移     | 上車人次推移 |
| 年度               | 1日平均 上車人次 | 來源         |
| ------------------ | ---------------- | ------------ |
| 2000年（平成12年） | 68               | [ 1 ]        |
| 2001年（平成13年） | 71               | [ 2 ]        |
| 2002年（平成14年） | 64               | [ 3 ]        |
| 2003年（平成15年） | 66               | [ 4 ]        |
| 2004年（平成16年） | 65               | [ 5 ]        |
| 2005年（平成17年） | 65               | [ 6 ]        |
| 2006年（平成18年） | 58               | [ 7 ]        |
| 2007年（平成19年） | 56               | [ 8 ]        |
| 2008年（平成20年） | 57               | [ 9 ]        |
| 2009年（平成21年） | 61               | [ 10 ]       |
| 2010年（平成22年） | 68               | [ 11 ]       |

## 车站周边
- 國道20號
- 新府城遺跡
- 釜無川

## 相鄰車站
東日本旅客鐵道（JR東日本）
 中央本線
韮崎（CO 46）－新府（CO 47）－穴山（CO 48）

## 外部連結
- 車站資訊（新府）：東日本旅客鐵道